# Małpa de Loysa
Ten artykuł dotyczy stworzenia, którego istnienia nie potwierdza współczesna zoologia.
Małpa de Loysa (nieoficjalna nazwa łacińska Ameranthropoides loysi, w językach Indian: Sacharuna, Chir, Uri-uri-supaj, Leśny Człowiek, inna nazwa: Mono Grande) – duża człekokształtna małpa (lub hominid), podobna do pitekantropa, rzekomo odkryta przez François de Loysa w Wenezueli w 1920 r.
Istnienie tego gatunku małpy (hominida) nie jest potwierdzone naukowo, ponieważ istnieje tylko jedno zdjęcie istoty, a brak innych dowodów materialnych.

## Opis

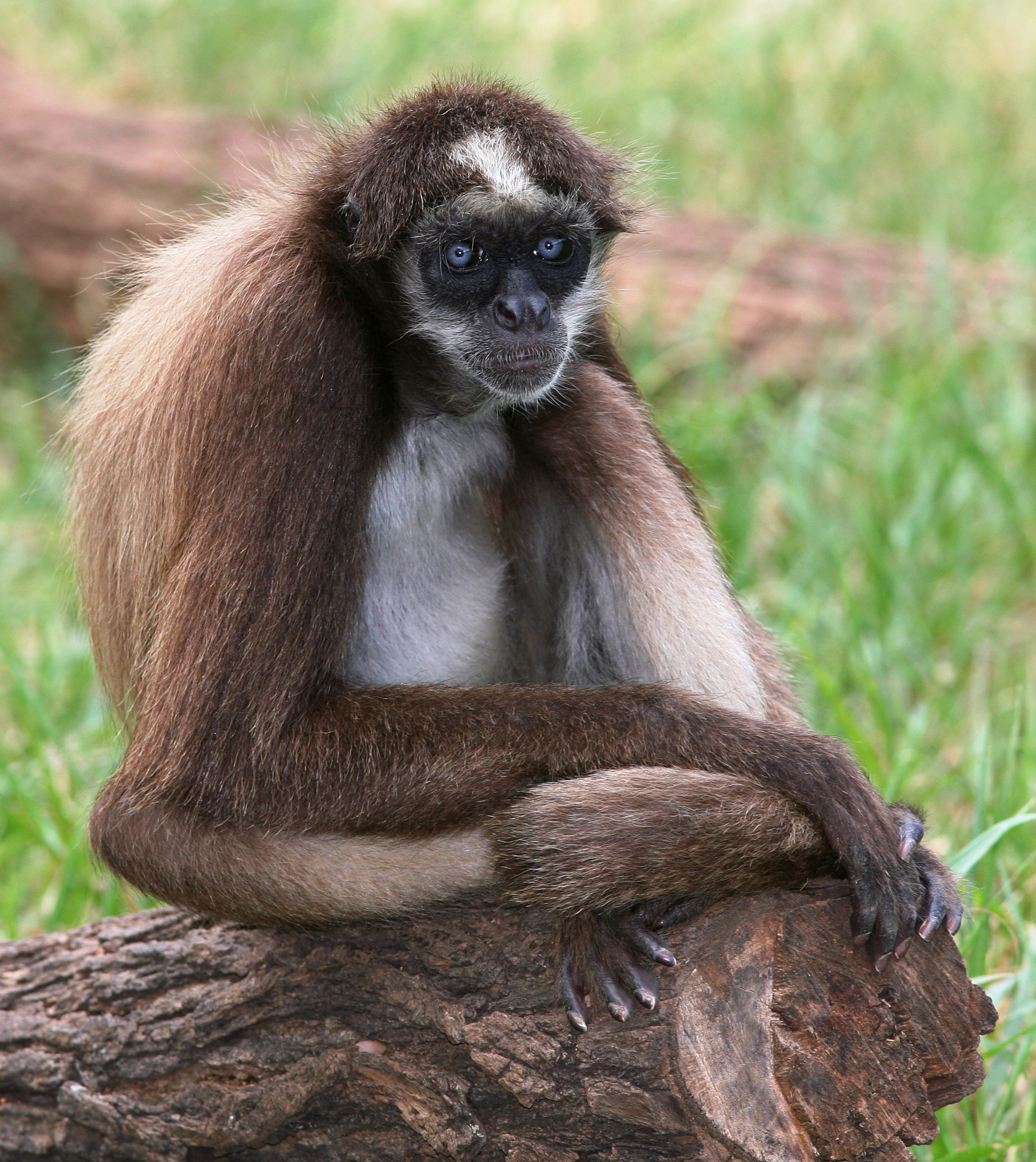
Czepiak brązowy (Ateles hybridus); zdaniem sceptyków i części kryptozoologów w rzeczywistości to właśnie tę małpę widać na zdjęciu zrobionym przez de Loysa

Duża (co najmniej 1,57 metra wysokości) małpa lub wczesny hominid, pokryta krótkim rudawym futrem, ogólnie podobna do czepiaka, ale znacznie większa, z wyższym czołem (czyli większym mózgiem), większą liczbą zębów (36 zamiast 32) i  bez ogona (podczas gdy wszystkie większe małpy Ameryki Południowej mają ogony). Część opisanych cech jest kwestionowana, ponieważ nie można ich stwierdzić na podstawie zachowanego zdjęcia.

## Historia
W Ameryce Południowej wiele plemion indiańskich opowiada o Leśnym Człowieku, mającym dwa metry wzrostu „małpoludzie”, który czasami napada na ludzi, kradnie jedzenie czy porywa dzieci. Indianie podkreślają, że nie jest to małpa, ponieważ ma wiele ludzkich zachowań.
Pierwszym Europejczykiem, który opisał Mono Grande, był żyjący w XVI wieku hiszpański konkwistador Pedro de Cieza de León, który w swoim dzienniku opisał „człekopodobnego owłosionego potwora” z Ameryki. W 1769 r. Edward Bancroft opisał wielką, mierzącą „pięć stóp wzrostu” małpę jako część fauny Gujany.
François de Loys, szwajcarski geolog w pobliżu jeziora Maracaibo w 1920 r. spotkał samca i samicę nieznanego, dużego gatunku małp. Ponieważ stworzenia były agresywne, zastrzelił samicę (samiec uciekł). Zdając sobie sprawę ze znaczenia odkrycia, de Loys upozował zabitą małpę na pojemniku z benzyną i zrobił jej jedno zdjęcie. Zachował też czaszkę i skórę, obsypując je solą. Jednak wkrótce ekspedycja de Loysa została zaatakowana przez Indian i w zamieszaniu zaginęła czaszka i skóra. Po powrocie do Europy de Loys zapomniał o odkryciu. Dopiero w 1929 r. jego przyjaciel, antropolog George Montadon, przypadkowo natknął się na fotografię małpy i opublikował odkrycie w czasopismach naukowych, proponując dla nowego gatunku nazwę łacińską Ameranthropoides loysi, czyli amerykańska małpa człekokształtna Loysa.
W latach 70. XX wieku głośna była historia jedenastoletniej dziewczynki z Amazonii, która była rzekomo porwana przez samicę „małpoluda” i karmiona przez nią w dżungli przez kilka miesięcy, zanim została odnaleziona. Regularnie pojawiają się doniesienia o spotkaniach z „Leśnym Człowiekiem« czy nawet o zastrzeleniu go, ale wciąż brakuje wiarygodnych dowodów, takich jak części ciała. Nie wiadomo też czy Mono Grande jest małpą de Loysa, czy spokrewnionym gatunkiem.

## Teorie i kontrowersje
Nie tylko sceptycy, ale i część kryptozoologów (m.in. Ivan T. Sanderson i Loren Coleman) zakwestionowało tezę, że zwierzę z fotografii de Loysa rzeczywiście było hominidem. Stwierdzili, że w rzeczywistości zdjęcie przedstawia czepiaka, upozowanego tak, by nie było widać jego ogona (niewykluczone też, że de Loys po prostu go odciął) i by bardziej przypominał hominida. Faktem jest, że dysponując tylko jednym zdjęciem, bez samego ciała, które można byłoby zbadać, nie da się stwierdzić, jaka jest prawdziwa wielkość małpy, czy występuje u niej ogon itp. Zwolennicy istnienia „małpoluda” twierdzą, że jest to „Wielka Stopa”, znana z USA i Kanady, lub jej podgatunek. Nie można całkowicie wykluczyć istnienia małpy de Loysa; jest to jedyny tajemniczy „małpolud”, którego wyraźne zdjęcie istnieje (w przeciwieństwie do Yeti i „Wielkiej Stopy”).
Autorzy Mammal Species of the World traktują Ameranthropoides loysi jako młodszy synonim czepiaka brązowego (Ateles hybridus).